# Rolling Stone – 500 nejlepších písní všech dob

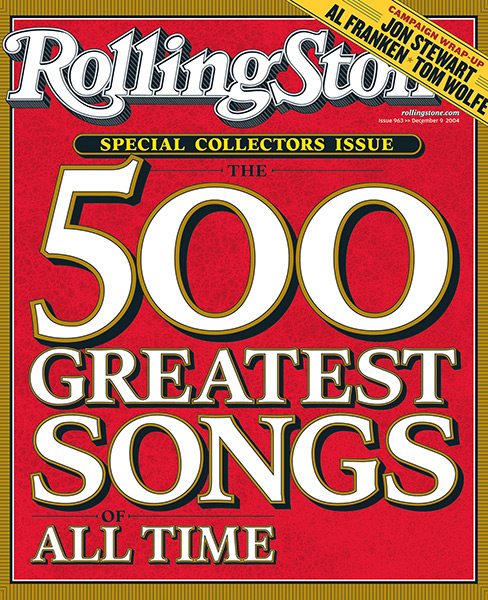
Obálka časopisu Rolling Stone, vydání č. 963 ze dne 9. prosince 2004, s titulním tématem „500 nejlepších písní všech dob

Rolling Stone – 500 nejlepších písní všech dob je žebříček, který vydal časopis Rolling Stone 9. prosince 2004 (číslo 963). Nejvíce skladeb pochází z 60. let, ze kterých je v žebříčku celkem 204 písní.

## Statistika
- Jako nejlepší píseň byla vybrána „Like a Rolling Stone“ amerického písničkáře Boba Dylana. Singl byl zveřejněn 20. června 1965.
- Seznam je z většiny tvořen písněmi severoamerických a britských interpretů z druhé poloviny 20. století. Dalšími zeměmi, které mají v žebříčku svoje zastoupení jsou Irsko, Kanada, Jamajka, Austrálie a Švédsko.
- V žebříčku se objevuje pouze jedna píseň zpívaná jiným jazykem než je angličtina – „La Bamba“ Ritchiho Valense.
- Na seznamu je jedna instrumentální skladba. Je jí „Green Onions“.
- Počet písní zastupujících desetiletí je v tabulce níže:

| Dekáda    | Počet písní | Procentuálně |
| --------- | ----------- | ------------ |
| 1940–1949 | 1           | 0,2 %        |
| 1950–1959 | 72          | 14,4 %       |
| 1960–1969 | 204         | 40,8 %       |
| 1970–1979 | 141         | 28,2 %       |
| 1980–1989 | 57          | 11,4 %       |
| 1990–1999 | 22          | 4,4 %        |
| 2000–     | 3           | 0,6 %        |

- Nejvíce písní na seznamu (24) má britská kapela The Beatles. Následují ji The Rolling Stones (14), Bob Dylan (13), Elvis Presley (11), U2 (8), The Beach Boys s The Jimi Hendrix Experience (7), Led Zeppelin, Prince, Sly & The Family Stone, James Brown a Chuck Berry (6).
- John Lennon je jediným umělcem v žebříčku, který má v top 10 skladeb svou píseň jako člen kapely i jako sólový muzikant.
- Nejkratší písní je „Summertime Blues“ od Eddieho Cochrana (1:45).
- Nejdelší písní je „Whipping Post“ od The Allman Brothers Band (22:56).

## Prvních 27
| Číslo | Název                              | Umělec                      | Země | Vydáno | Žánr                               | Producent                           | Autor                                     |
| ----- | ---------------------------------- | --------------------------- | ---- | ------ | ---------------------------------- | ----------------------------------- | ----------------------------------------- |
| 1     | „Like a Rolling Stone“             | Bob Dylan                   | USA  | 1965   | Rock, folk rock                    | Tom Wilson                          | Bob Dylan                                 |
| 2     | „(I Can't Get No) Satisfaction“    | The Rolling Stones          | UK   | 1965   | Rock, hard rock                    | Andrew Loog Oldham                  | Mick Jagger, Keith Richards               |
| 3     | „Imagine“                          | John Lennon                 | UK   | 1971   | Rock                               | John Lennon, Yoko Ono, Phil Spector | John Lennon                               |
| 4     | „What's Going On“                  | Marvin Gaye                 | USA  | 1971   | Soul                               | Marvin Gaye                         | Marvin Gaye, Renaldo Benson, Al Cleveland |
| 5     | „Respect“                          | Aretha Franklin             | USA  | 1967   | Soul                               | Jerry Wexler                        | Otis Redding                              |
| 6     | „Good Vibrations“                  | The Beach Boys              | USA  | 1966   | Rock                               | Brian Wilson                        | Brian Wilson, Mike Love                   |
| 7     | „Johnny B. Goode“                  | Chuck Berry                 | USA  | 1958   | Rock and roll                      | Leonard Chess, Phil Chess           | Chuck Berry                               |
| 8     | „Hey Jude“                         | The Beatles                 | UK   | 1968   | Rock                               | George Martin                       | John Lennon, Paul McCartney               |
| 9     | „Smells Like Teen Spirit“          | Nirvana                     | USA  | 1991   | Grunge                             | Butch Vig                           | Kurt Cobain                               |
| 10    | „What'd I Say“                     | Ray Charles                 | USA  | 1959   | Soul, blues, gospel, rock and roll | Ahmed Ertegun, Jerry Wexler         | Ray Charles                               |
| 11    | „My Generation“                    | The Who                     | UK   | 1965   | Rock, hard rock                    | Shel Talmy                          | Pete Townshend                            |
| 12    | „A Change Is Gonna Come“           | Sam Cooke                   | USA  | 1964   | Soul, gospel, R&B                  | Hugo Peretti, Luigi Creatore        | Sam Cooke                                 |
| 13    | „Yesterday“                        | The Beatles                 | UK   | 1965   | Rock                               | George Martin                       | John Lennon, Paul McCartney               |
| 14    | „Blowin' in the Wind“              | Bob Dylan                   | USA  | 1963   | Rock, folk rock                    | John H. Hammond                     | Bob Dylan                                 |
| 15    | „London Calling“                   | The Clash                   | UK   | 1979   | Punk rock                          | Guy Stevens                         | Mick Jones, Joe Strummer                  |
| 16    | „I Want To Hold Your Hand“         | The Beatles                 | UK   | 1963   | Rock                               | George Martin                       | John Lennon, Paul McCartney               |
| 17    | „Purple Haze“                      | The Jimi Hendrix Experience | USA  | 1967   | Rock, psychedelický rock           | Chas Chandler                       | Jimi Hendrix                              |
| 18    | „Maybellene“                       | Chuck Berry                 | USA  | 1955   | Rock and roll                      | Leonard Chess, Phil Chess           | Chuck Berry                               |
| 19    | „Hound Dog“                        | Elvis Presley               | USA  | 1956   | Rock and roll, blues, country      | Steve Sholes                        | Jerry Leiber, Mike Stoller                |
| 20    | „Let It Be“                        | The Beatles                 | UK   | 1970   | Rock                               | George Martin                       | John Lennon, Paul McCartney               |
| 21    | „Born to Run“                      | Bruce Springsteen           | USA  | 1975   | Rock                               | Bruce Springsteen, Mike Appel       | Bruce Springsteen                         |
| 22    | „Be My Baby“                       | The Ronettes                | USA  | 1963   | Pop                                | Phil Spector                        | Jeff Barry, Ellie Greenwich, Phil Spector |
| 23    | „In My Life“                       | The Beatles                 | UK   | 1965   | Rock                               | George Martin                       | John Lennon, Paul McCartney               |
| 24    | „People Get Ready“                 | The Impressions             | USA  | 1965   | Soul, Soft rock                    | Johnny Pate                         | Curtis Mayfield                           |
| 25    | „God Only Knows“                   | The Beach Boys              | USA  | 1966   | Rock                               | Brian Wilson                        | Brian Wilson, Tony Asher                  |
| 26    | „(Sittin' on) the Deck of the Bay“ | Otis Reading                | USA  | 1968   |                                    | Steve Cropper                       | Otis Reading, Steve Cropper               |
| 27    | „Layla“                            | Derek and the Dominios      | USA  | 1970   | Blues, Rock                        | Tom Dowd, the Dominos               | Eric Clapton, Jim Gordon                  |